# Bolivaridia boneti
Bolivaridia boneti är en urinsektsart som beskrevs av Sören Ludvig Paul Tuxen 1976. Bolivaridia boneti ingår i släktet Bolivaridia och familjen lönntrevfotingar. Inga underarter finns listade.